# آرتیوخوفکا
آرتیوخوفکا (انگلیسی: Artyukhovka) یک شهرک در شهرستان استرلیباشفسکی استان باشقیرستان کشور روسیه است.